# Lezina parva
Lezina parva är en insektsart som beskrevs av Popov, G.B. 1984. Lezina parva ingår i släktet Lezina och familjen Gryllacrididae. Inga underarter finns listade i Catalogue of Life.